# Благоева, Стелла
Стелла Димитрова Благоева (болг. Стела Благоева; 3 октября 1887, Видин, Княжество Болгария — 16 февраля 1954, Москва, СССР) — болгарская революционерка, политик, дипломат, писательница, педагог. Первая женщина-посол Болгарии в СССР.

## Биография
Дочь Димитра Благоева, основателя Болгарской рабочей социал-демократической партии (тесных социалистов) и Коммунистической партии Болгарии.
Окончила Пражскую музыкальную академию. Изучала историю на историко-филологическом факультете в Софийском университете. Выросшая под влиянием идейно-политических и моральных установок родителей — основателя БРСДП Д. Благоева и активной деятельницы женского социалистического движения В. Благоевой, Стелла естественно включилась в социал-демократическое движение и борьбу болгарского рабочего класса за справедливую жизнь и в 1915 году стала членом Болгарской рабочей социал-демократической партии.
До 1925 г. преподавала историю и музыку в Первой женской гимназии в Софии. В 1919 году вышла за Константина (Коста) Янкова, члена ЦК военной организации Коммунистической партии Болгарии. Помимо работы учителем, С. Благоева была личным секретарём своего отца и записала его мемуары, изданные в 1926 году под названием «Короткие заметки моей жизни».
После взрыва в соборе Святой Недели в 1925 году была арестована. Несколько месяцев провела в центральной тюрьме Софии, где узнала о смерти своего мужа, одного из главных организаторов теракта. В 1926 году С. Янкова и её сестра Наталья были нелегально переброшены в СССР. В Советском Союзе Благоева окончила Международную ленинскую школу и вплоть до возвращения в Болгарию в 1946 г. работала в аппарате ИККИ, Загранбюро ЦК БКП, в МОПРе и Всеславянском комитете в Москве.
Избиралась депутатом VI Великого национального собрания (7 ноября 1946 — 21 октября 1949).
С 1948 года — кандидат в члены ЦК БКП, с 1950 года — член ЦК БКП. Была членом Национального совета Отечественного фронта, депутатом Великого Народного собрания и заместителем председателя Славянского комитета.
С 1949 по 1954 год — Чрезвычайный и Полномочный Посол Болгарии в СССР. Одновременно была болгарским полномочным министром в Финляндии (1949) с местом пребывания в Москве.
Являлась дуайеном всего дипломатического корпуса в Москве.
С 20 декабря 1953 г. до своей смерти — депутат 2-го Национального собрания Болгарии.
Умерла в Москве в результате перенесенного инсульта 18 февраля 1954 года. Похоронена в Софии.

## Избранные публикации
- Георгий Димитров: очерк жизни и борьбы пролетарского революционера / С. Благоева. — Москва: Партиздат, 1937.
- Народный трибун Испании Долорес Ибаррури (Пасионария) / С. Благоева. — Москва : Партиздат, 1937.
- Хозе Диас: биогр. очерк / С. Благоева. — Москва : Госполитиздат, 1938.